# Овсец
Овсе́ц, или Овсовик (лат. Helictochloa; от др.-греч. ἑλικτός, heliktos — скрученный и дор. χλόα, chloa — злак), — род травянистых растений семейства Злаки (Poaceae), распространённый во внетропических районах Евразии и Северной Африки, а также в горах Северной Америки.

## Ботаническое описание
Многолетние травянистые растения, 15—120 см высотой, с ползучими подземными побегами, образующие густые дерновины, реже коротко короткокорневищные. Стебли обычно прямостоячие, с расставленными узлами. Листья линейные, 2—12 мм шириной. Влагалища обычно менее чем на треть, реже до половины длины замкнутые, без ушек. Язычки перепончатые, 1—7 мм длиной.
Метёлки сжатые или раскидистые, 3—25 см длиной; ветви шероховатые. Колоски 8—25 мм длиной, одинаковые, на ножках, сплюснутые с боков, с 2—7 обоеполыми цветками. Колосковые чешуи ланцетные, слабо килеватые. Нижние цветковые чешуи ланцетные, без киля, на спинке с закрученной или коленчато согнутой остью 7—22 мм длиной. Цветковых плёнок 2, двулопастные. Тычинок 3, пыльники 3—7 мм длиной. Завязь коротковолосистая. Зерновки 4—7 мм длиной; рубчик линейный. Хромосомы крупные; x=7.

## Виды
Род включает около 30 видов:
- Helictochloa adzharica (Albov) Tzvelev & Prob. — Овсец аджарский
- Helictochloa aetolica (Rech.f.) Romero Zarco
- Helictochloa agropyroides (Boiss.) Romero Zarco
- Helictochloa albinervis (Boiss.) Romero Zarco
- Helictochloa armeniaca (Schischk.) Romero Zarco — Овсец армянский
- Helictochloa asiatica (Roshev.) Tzvelev & Prob. — Овсец азиатский
- Helictochloa blaui (Asch. & Janka) Romero Zarco
- Helictochloa bromoides (Gouan) Romero Zarco typus
- Helictochloa cincinnata (Ten.) Romero Zarco
- Helictochloa compressa (Heuff.) Romero Zarco — Овсец сплюснутый
- Helictochloa crassifolia (Font Quer) Romero Zarco
- Helictochloa dahurica (Kom.) Romero Zarco — Овсец даурский
- Helictochloa discreta F.M.Vázquez
- Helictochloa gervaisii (Holub) Romero Zarco
- Helictochloa hackelii (Henriq.) Romero Zarco
- Helictochloa hookeri (Scribn.) Romero Zarco — Овсец Гукера
- Helictochloa jurtzevii (Tzvelev) Tzvelev & Prob. — Овсец Юрцева
- Helictochloa levis (Hack.) Romero Zarco
- Helictochloa lusitanica (Romero Zarco) Romero Zarco
- Helictochloa marginata (Lowe) Romero Zarco
- Helictochloa murcica (Holub) Romero Zarco
- Helictochloa planiculmis (Schrad.) Romero Zarco — Овсец плоскостебельный
- Helictochloa praeusta (Rchb.) Romero Zarco — Овсец обесцвеченный
- Helictochloa pratensis (L.) Romero Zarco — Овсец луговой
- Helictochloa pruinosa (Hack. & Trab.) Romero Zarco
- Helictochloa schelliana (Hack.) Tzvelev & Prob. — Овсец Шелля
- Helictochloa ×talaverae (Romero Zarco) Romero Zarco
- Helictochloa versicolor (Vill.) Romero Zarco — Овсец разноцветный